# جمهوری سوسیالیستی خلق آلبانی
آلبانی (‎i‎/ælˈbeɪniə, ɔːl-/‎، a(w)l-BAY-nee-ə; آلبانیایی: Shqipëri/Shqipëria; گگ آلبانیایی: Shqipni/Shqipnia, Shqypni/Shqypnia)، با نام رسمی جمهوری سوسیالیستی خلق آلبانی (آلبانیایی: Republika Popullore Socialiste e Shqipërisë)، نام یک دولت سوسیالیستی بود که در آلبانی میان سال های ۱۹۴۶ تا ۱۹۹۲ میلادی حکومت می‌کرد. از سال ۱۹۴۶ تا ۱۹۷۶ نام این حکومت جمهوری خلق آلبانی و از سال ۱۹۴۴ تا ۱۹۴۶ حکومت دموکراتیک آلبانی بود. در این دوران حکومتی با سازکار استالینیسم و با رهبری انور خوجه و حزب کار آلبانی بر مردم حکومت می‌کرد. ویزا گرفتن و سفر کردن به آلبانی در این دوره بسیار سخت بود و آلبانی را از این لحاظ از سخت‌گیرترین کشورها می‌دانستند. در سال ۱۹۶۷ این حکومت خود را نخستین کشور با بی‌خدایی حکومتی عنوان کرد. این کشور تنها عضو پیمان ورشو بود که با حمله پیمان ورشو به چکسلواکی در ۱۹۶۸ از این گروه کناره گرفت. در مارس ۱۹۹۲ و ۱۹۹۳ این کشور نخستین انتخابات دموکراتیک و چند حزبی خود را برگزار کرد ودر ماه نوامبر ۱۹۹۸ قانون اساسی آلبانی تجدید شد.

## فهرست رهبران
رهبر حزب کار آلبانی:
- انور خوجه (۱۹۴۶–۱۹۸۵)
- رامیز آلیا (۱۹۸۵–۱۹۹۱)

ریاست جمهوری:
- عمر نیشانی (۱۹۴۶–۱۹۵۳)
- حاجی لشی (۱۹۵۳–۱۹۸۲)
- رامیز آلیا (۱۹۸۲–۱۹۹۱)

نخست‌وزیر:
- انور خوجه (۱۹۴۶–۱۹۵۴)
- محمت شهو (۱۹۵۴–۱۹۸۱)
- عادل چارچانی (۱۹۸۱–۱۹۹۱)